# Belastungserprobung
Die Belastungserprobung ist Teil der medizinischen Rehabilitation (§ 42 Abs. 2 Nr. 7 SGB IX). Sie ist nach sehr schweren Erkrankungen oder Verletzungen angezeigt und findet noch vor einer möglichen beruflichen Rehabilitation statt. Eine Belastungserprobung ist angezeigt, wenn zwar noch die medizinischen Behandlungen und Fragestellungen im Vordergrund der Bemühungen um den Patienten stehen, jedoch bereits eine Abklärung der Leistungsfähigkeit (intellektuell, psychisch, körperlich und praktisch) im Hinblick auf eine spätere berufliche Rehabilitation sinnvoll ist.
Die Belastungserprobung sollte nicht nur zur sozialmedizinischen Beurteilung des Rehabilitanden dienen, sondern auch der Ressourcenförderung. So kann sie bei positiver Motivation der Betroffenen in die Arbeitstherapie einmünden. Eine sozialmedizinische Beurteilung bezieht sich auf die Leistungsfähigkeit in Bezug auf den erlernten Beruf, die zuletzt ausgeübte Tätigkeit und den allgemeinen Arbeitsmarkt.

## Rehaträger
Leistungsverpflichtet sind die Unfall- bzw. Rentenversicherungsträger (§ 27 Abs. 1 Nr. 7 SGB VII und § 15 Abs. 1 SGB VI) und nachrangig die Krankenkassen (§ 42 SGB V). Die Belastungserprobung erfolgt in Rehabilitationskliniken oder z. B. in Berufsförderungswerken oder auch in einem Betrieb.

## Fahrkosten
Der Rehabilitationsträger (GUV, § 27 Abs. 1 Nr. 7 SGB VII oder DRV, § 15 Abs. 1 SGB VI oder nachrangig GKV, § 42 SGB V) hat die ggf. anfallenden notwendigen Fahrkosten für diese Leistung medizinische Rehabilitation zu erstatten laut Rspr. und Petitionsausschuss (BT-Drs. 16/13200 vom 17. Juni 2009, Nr. 2.8.1 Seite 34).